# Lafitte-Vigordane
Lafitte-Vigordane település Franciaországban, Haute-Garonne megyében. Lakosainak száma 1156 fő (2022. január 1.). Lafitte-Vigordane Peyssies, Carbonne, Gratens, Marignac-Lasclares, Saint-Élix-le-Château és Salles-sur-Garonne községekkel határos.

## Népesség
A település népességének változása:
| Lakosok száma | 426  | 456  | 529  | 1026 | 1078 | 1140 | 1188 | 1224 | 1201 | 1156 |
|               | 1968 | 1982 | 1990 | 2006 | 2013 | 2015 | 2017 | 2019 | 2020 | 2022 |